# Франческа и я
Франческа и я (итал. Francesca è mia) — итальянский драматический кинофильм режиссера Роберто Руссо с Моникой Витти, Пьером Малое и Коррадо Пани в главных ролях, выпущенный 26 сентября 1986 года.

## Сюжет
Франческа — женщина среднего возраста, живет со своим любимым мужчиной. Неожиданно она подобрала на улице сильно травмированного молодого человека по имени Стефано и отправляет его в ближайшую больницу. Франческа навещает молодого человека к улучшению его состояния. Выздоровев, Стефано влюбляется в Франческу. Она отказывает ухаживаниям молодого человека. Стефано начинает преследовать Франческу, но она всегда отвечает ему отказом, это приводит к трагическому концу — он убивает ее.